# Трей Волткі
Трей Волткі (англ. Trey Waltke; нар. 16 березня 1955) — колишній американський тенісист.
Найвищу одиночну позицію світового рейтингу — 45 місце досяг 9 березня 1982, парну — 31 місце — 10 грудня 1984 року.
Найвищим досягненням на турнірах Великого шолома було 3 коло в одиночному розряді.

## Фінали Гран-прі за кар'єру

### Одиночний розряд (2 поразки)
| Результат | W/L | Дата     | Турнір          | Покриття | Суперник       | Рахунок       |
| --------- | --- | -------- | --------------- | -------- | -------------- | ------------- |
| Поразка   | 0–1 | Кві 1980 | Талса, США      | Тверде   | Говард Шонфілд | 7–5, 1–6, 0–6 |
| Поразка   | 0–2 | Жов 1980 | Відень, Австрія | Тверде   | Браян Готтфрід | 2–6, 4–6, 3–6 |

### Парний розряд (3 поразки)
| Результат | W/L | Рік      | Турнір            | Покриття | Партнер        | Суперники                   | Рахунок  |
| --------- | --- | -------- | ----------------- | -------- | -------------- | --------------------------- | -------- |
| Поразка   | 0–1 | Лют 1976 | Солсбері, США     | Килим    | Стів Крулевітс | Фред Макнеер Шервуд Стюарт  | 3–6, 2–6 |
| Поразка   | 0–2 | Вер 1977 | Лагуна-Нігел, США | Тверде   | Пітер Флемінг  | Чіко Гейгі Біллі Мартін     | 3–6, 4–6 |
| Поразка   | 0–3 | Кві 1981 | Лас-Вегас, США    | Тверде   | Трейсі Делатт  | Пітер Флемінг Джон Макінрой | 3–6, 6–7 |